# Гуглізація
Гуглізація (англ. Googlization) — неологізм, що описує поширення технологій та естетики компанії Google не тільки на пошук інформації, рекламу в інтернеті і спілкування в мережі, але й на традиційні офлайн-інститути, такі як бібліотеки, періодичні друковані видання, на торгові відносини і способи ведення бізнесу.

## Історія терміна
У 2003 році журналіст і письменник Джон Батель та оглядач Businessweek Алекс Салківер вперше використали термін гуглізація для позначення переваги Google-технологій практично над усіма існуючими на той час формами інтернет-комерції. Компанія, що виникла як простий текстовий інтернет-пошуковик, поступово розширювала список пропонованих технологій, додавши сервіс пошуку картинок, пошту, картографічний сервіс, відеохостинг, агрегатор новин, програмне забезпечення для миттєвого обміну повідомленнями, пошукову систему за повними текстами наукових публікацій, операційну систему для мобільних телефонів тощо. Google уклав партнерські договори з визнаними титанами медійного бізнесу, таким чином, Google-технології поступово проникли в повсякденне життя мільйонів людей, а компанія перетворилася в транснаціональну публічну корпорацію, що інвестує у розробку новітніх інформаційних технологій й міняє традиційний погляд на повсякденну культуру, способи ведення бізнесу, поширення, пошук і отримання інформації, розміщення реклами, читання книг і щоденне спілкування.

## Визначення
Нідерландський експерт з нових медіа Гарро Гейбоер (англ. Harro Heijboer) вважає, що термін є некоректним: «Чи можна назвати цей термін коректно сформульованим з точки зору історичної перспективи? Чи є гуглонізованими пошукові сервіси Microsoft [MSN, Live Search, Bing]? Чи можна назвати Google майкрософтизованим? Я вважаю, що відбувається процес їх [Microsoft та Google] взаємного впливу один на одного. У цьому випадку термін гуглізація не може вважатися абсолютно коректним і повинен бути переглянутий».
Однак за відсутності загальновизнаного закріпленого розуміння специфіки феномена, кожен фахівець дає своє визначення терміна. Наприклад, оглядач Лоретт Велдон пише про гуглізацію як про «оцифровку бібліотек, що є особливим Google-проєктом», а Джон Реплінджер, бібліотекознавець, описує феномен гуглізації, як «збільшення кількости доступної в інтернеті інформації». Сива Вайдянатан, історик культури та медіадослідник, під цим терміном розуміє «проникнення технологій Google в усі сфери нашої культури». Він стверджує, що «Google, як бренд, став абсолютно всюдисущим. Це слово вже використовується і іменником, і дієсловом повсюдно: від розмови підлітків до сценарію серіалу».

## Вплив Google на суспільство
З 2000 року фахівці з масових комунікацій аналізують вплив корпорації Google на сучасне суспільство. Директор Інституту мережевих культур Герт Ловінк стверджує, що навряд чи можна говорити про критичний рівень постійно зростаючої залежности суспільства від пошукових інтернет-технологій Google. Ричард Роджерс бачить у феномені гуглізації процес концентрації засобів масової інформації в інтернеті, аналізуючи як Google поглинає онлайн-сервіси один за іншим. Елізабет Лош, теоретик ЗМІ та науковець з цифрової риторики, відзначає, що тема гуглізації Французької національної бібліотеки привернула значну увагу громадськості до найпопулярніших журналів і газет Франції.
У книзі «The Googlization of Everything», опублікованій в березні 2011 року, її автор Сива Вайдянатан пропонує свою критичну інтерпретацію того, як Google підриває не тільки культурний і торговий уклад, що склався в суспільстві, але й самих членів суспільства. У книзі він спробував дати відповідь на 3 ключові питання: «Яким стане світ, якщо на нього дивитися через призму Google? Яким чином факт абсолютної присутності Google впливає на виробництво і розповсюдження інформації? Яким чином ця транснаціональна корпорація змінила правила гри і алгоритми функціонування компаній, установ і держав?». У своєму блозі автор книги не тільки звітував про те, на якій стадії готовності була його праця, але й публікував новини на тему гуглізації та всі цікаві події, пов'язані з Google. Він вважає, що нині ми, можливо, і схвалюємо Google, однак у майбутньому компанія легко може використовувати наші дані у своїх цілях, вигідних для корпорації, а не для суспільства. Книга і блог мають наступний підзаголовок: «Як одна компанія підриває культуру, бізнес та суспільство. І чому нам слід занепокоїтися».

## Виноски
1. ↑  Новий англійський правопис — має бути простішим. ВВС Україна (укр.). 19 червня 2019. Гуглізація інтернету — це одна з причин, чому ті, хто вчать англійську, тепер частіше надають перевагу американському правопису.
2. ↑  John Battelleʼs Search Blog The «Creeping Googlization». John Battelleʼs Search Blog (амер.). 16 грудня 2003. Процитовано 9 липня 2020.
3. ↑  Rethinking Googlization. Masters of Media (амер.). 20 грудня 2009. Процитовано 9 липня 2020.
4. ↑  The «Googlization» of the Library Collection: By Taking Advantage of Several Google Applications, Members of an Association Enjoyed Greater Access to a Resource Centerʼs Collection and Were Able to Collaborate on Many of Their Research Efforts by Weldon, Lorette S. J. www.questia.com. Архів оригіналу за 11 липня 2020. Процитовано 9 липня 2020.
5. ↑  googlization of information. 6 червня 2008. Процитовано 9 липня 2020.
6. ↑  The Googlization of Everything (англ.). Процитовано 9 липня 2020.
7. ↑  The society of the query and the Googlization of our lives. www.eurozine.com. Процитовано 9 липня 2020.
8. ↑  Richard Rogers. The Googlization Question, and the Inculpable Engine (PDF) (англ.).
9. ↑  virtualpolitik: The Googlization of the BNF (англ.). Процитовано 9 липня 2020.
10. ↑  The Googlization of Everything — and Why We Should Worry. Library of Congress, Washington, D.C. 20540 USA. Процитовано 9 липня 2020.